# Hazara
Los hazaras (persa: هزاره) son un grupo étnico de lengua persa que reside en la región central de Afganistán (a la que se refieren como Hazarajat) y el noroeste de Pakistán. Los hazara se sitúan en el centro de Afganistán rodeados por los uzbecos al norte, los nuristaníes y los pastunes al este, los baluchi al sur y los turcomanos al oeste.
Los hazaras probablemente son poblaciones autóctonas mezcladas con turcos y mongoles. Su idioma es el hazara. Los hazara son predominantemente musulmanes chiíes y son el tercer gran grupo étnico de Afganistán, comprendiendo el 24 % de la población. También pueden encontrarse gran número de hazaras en los estados vecinos de Irán y Pakistán, principalmente como refugiados, así como en diáspora alrededor del mundo. Se considera a los Hazara como uno de los grupos más oprimidos de Afganistán, y su persecución se remonta a décadas atrás.

## Historia
La región inhóspita de Hazarayat era independiente en el siglo XIX, gobernada por diversos jefes locales, con sus propios ejércitos, que en algunos casos llegaban a dos mil hombres. Los principales jefes era Mir Yazdan Bakhsh de Behsud, Mir Sadik Beg de Sarjangala y los jefes de Jaghori, Sangi Takht y Miran. En esta época se empezaron a pagar tributos al rey de Afganistán a cambio del libre comercio. En 1880 llegó al trono afgano Abd el Rahman quien optó por someter la región.
Más del 60 % de la población de Hazara fue masacrada o desplazada durante la campaña de Abdur Rahman contra ellos,resultando en 300 000a 2,5 millonesde muertes. Más de 500 000 hazaras huyeron a Irán y a lo que hoy se llama "Pakistán" y un número menor huyó hacia el norte.Los hazaras fueron esclavizados (miles de hazaras fueron vendidos como esclavos) y muchos huyeron del país. La esclavitud no fue abolida hasta 1923. Durante años los hazara mantuvieron una posición subordinada en el Afganistán del siglo XX. 
Los hazaras se organizaron políticamente desde los años sesenta, formándose tres facciones: los islamistas, base del que más tarde sería el partido Hizb-e Wahdat, entre cuyos líderes hubo cuatro generales: Husain Alí, Khudaidad Hazara, Akbar Qasimí y Muhammad Asif. La segunda tendencia era conservadora y nacionalista, y fue liquidada entre 1978 y 1979 por los comunistas. El tercer grupo era comunista o socialista, y entre ellos los notorios Abdul Karim Mesaq (Ministro de Finanzas en 1978 y de la Facción jalq del partido), Sultán Alí Keshtmand, varias veces ministro y entre 1981-1988 primer ministro (de la facción Parcham) y otros. 
Los elementos cercanos al maoísmo y otras posiciones radicales fueron eliminados por los comunistas entre 1978 y 1982. En marzo de 1979 una rebelión en Hazarayat alentada por agentes iraníes (los hazara son chiíes) permitió a la población adueñarse de algunos pueblos. El 1 de mayo de 1978 se rebeló Bamiyán pero la revuelta fue aplastada aunque los rebeldes sitiaron la ciudad mientras el resto del país caía en manos rebeldes. Los hazaras de Kabul se rebelaron el 23 de junio de 1979 sin éxito. Cientos de hazaras fueron detenidos para evitar ulteriores rebeliones. 

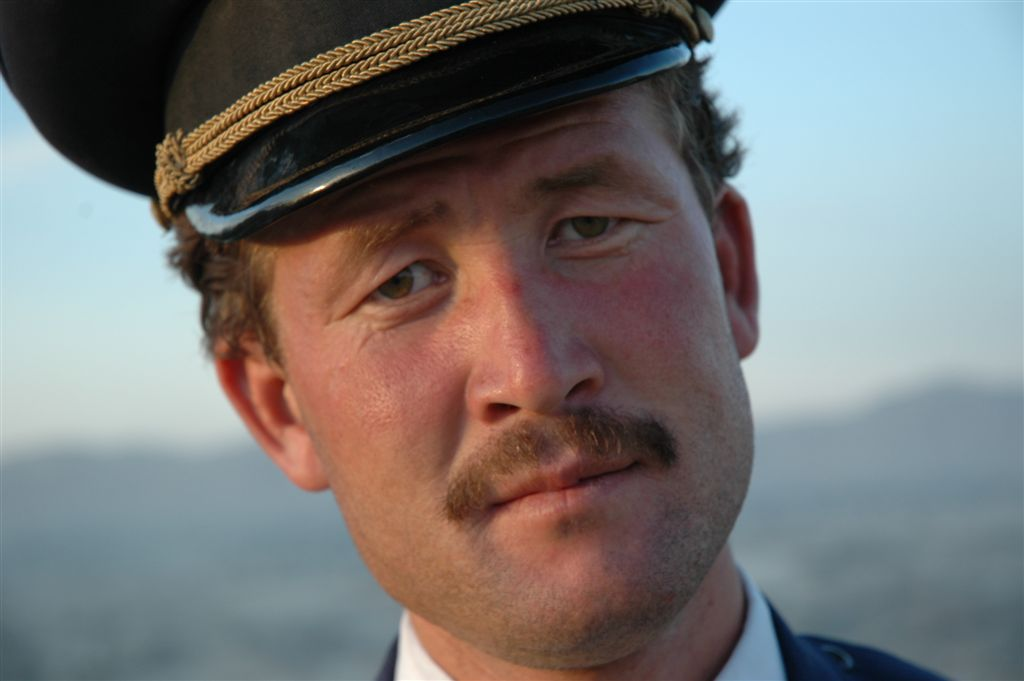
Hazara

En septiembre de 1979 una asamblea de signatarios de Hazarayat, reunida en Panjaw, llevó a la creación de la Shura-e Itifaq (Consejo de la Unión) para administrar el Hazarayat, con Sayed Alí Behishtí como dirigente. La "Shura" estableció su propia administración, reclutando soldados, cobrando impuestos, emitiendo cartas de identidad y pasaportes, y estableció incluso oficinas en el exterior (Pakistán e Irán). Administrativamente se dividió en 8 distritos militares y 36 distritos civiles. La mayoría de los dirigentes capacitados de la "Shura" eran intelectuales y terratenientes; pero los clérigos tomaron el control, eliminaron a los terratenientes y ejecutaron a muchos de ellos y a varios intelectuales. Así el control pasó a los clérigos partidarios de Jomeini en Irán. 
Los hazara de Kabul se rebelaron de nuevo en febrero de 1980 (Insurrección de She-e Hoot). Finalmente la revuelta, que se extendió a varios distritos, fue controlada. Fueron surgiendo varios grupos islamistas: Harakat e islami (fundado en Irán en 1979) de Muhammad Asif Mohsini; Sazman-e Mujahidin-e Mustazafin (Organización de los Guerreros de los Desposeídos) fundada en Irán en 1979; la Sazman-e Nasr (Victoria y Organización) fundada en Bamiyán en 1979; la Sepah-e Pasdaran (Cuerpo de Guardias revolucionarios) de Muhammad Akbarí, fundada en Irán en 1981; e Hizbullah del sheikh Buzoki, fundada en Irán en 1981; Ali Behistí fue expulsado de su cuartel de Waras (Provincia de Ghor) bajo la presión de Sazman-e Nasr y Sepah-e Pasdaran en 19, y la nueva dirección del país no consideraba las diferencias étnicas sino religiosas. Para discutir el futuro del país una gran asamblea se reunió en Punjab, Bamiyán, en 1988, y acordó la creación de un partido nacional islámico, el Hizb-e Wahdat Islami Afghanistan (en darí Hezb-e Wahdat Islami Afghanistan), bajo la dirección de Abdul Ali Mazari. 
Tras la retirada soviética el 15 de febrero de 1989 y el establecimiento de la política de reconciliación nacional de Najibullah los partidos islámicos crearon un gobierno interino (AIG) pero los hazaras chiíes no participaron si no se les otorgaba al menos el 20 % de representación, por lo cual fueron excluidos. Tras la toma del poder por los grupos islámicos en 1992, el presidente Burhanuddin Rabbani ordenó la eliminación de puntos fuertes de los hazara el 7 de junio de 1992, causando la muerte a decenas de hazaras chiíes. Ello llevó a Mazarí a aliarse con Hekmatiyar, líder del Hizb-e Islami (en darí Hezb-e Islami), que se enfrentó a su rival Rabbani en una sangrienta lucha por el poder. En 1994 Rabbani acusó a los hazara de haber causado la epidemia de cólera en Kabul y desató un ataque en Hazarayat, ataque que se repitió en 1995.
Políticos chiíes, muchos de ellos hazara se aliaron a Rabbani, especialmente el líder Moshiní. En un clima de enfrentamiento abierto entre Rabbani y el Hizb-e Wahdat/Hezb-e Wahdat, con lucha militar en Kabul, Mazarí pidió la cooperación del líder Talibán Mullah Omar. Este llamó a Mazarí a una reunión en su feudo de Gulbagh, pero una vez allí tomo a Mazarí y sus acompañantes como prisioneros y los trasladó a Charasyab, cerca de Kabul, donde fueron asesinados el (12 de marzo de 1995). A Mazarí le sucedió Muhammed Karim Kalilí quien reorganizó la dirección del partido, e inició una ofensiva que expulsó a las tropas del gobierno del presidente Rabbani de Hazarayat en pocos meses (verano de 1995). Desde entonces los talibanes apenas pudieron penetrar en Hazarayat. Los chiíes afganos formaron parte del gobierno de Rabbani, al que solo restaban algunos reductos en el Norte, pero los hazara chiíes como pueblo permanecen de hecho independientes. La caída del régimen talibán tras los atentados del 11 de septiembre de 2001 ha mantenido la situación.
A raíz de la caída de Kabul a manos de los talibanes en 2021, que dio por terminada la guerra en Afganistán, aumentó la preocupación sobre si el régimen talibán retomaría la persecución a los hazara como ocurrió en los años 90. Niamatullah Ibrahimi, profesor de relaciones internacionales en la Universidad La Trobe de Melbourne, explicó que, a pesar de los llamamientos tranquilizadores de los talibanes, «los hazara temen que los talibán reinstauren previsiblemente las mismas políticas de los años 90. Los hazara jugaron un importante papel durante el proceso político democrático, en el seno de la sociedad civil y en los grupos de derechos humanos». Organizaciones internacionales han alertado de que, desde la ofensiva final de los talibanes sobre Kabul en el verano de 2021, se están reproduciendo los episodios de limpieza étnica sobre personas hazara, incluyendo mujeres y niños. Todo ello viene provocando un éxodo masivo de personas de esta etnia hacia países como la vecina Pakistán.

## Bandera
Los que consideran al pueblo hazara de origen turco adoptaron una bandera con el color panturco (azul claro) con emblema blanco, bandera aceptable también para los que consideran al pueblo de origen mongol, pero en el país se usa bandera verde con un símbolo blanco.